# Mesa de Arturo
Mesa de Arturo är en ort i Mexiko.   Den ligger i kommunen Urique och delstaten Chihuahua, i den nordvästra delen av landet, 1 300 km nordväst om huvudstaden Mexico City. Mesa de Arturo ligger 2 297 meter över havet och antalet invånare är 172.
Terrängen runt Mesa de Arturo är kuperad västerut, men österut är den bergig. Mesa de Arturo ligger uppe på en höjd. Runt Mesa de Arturo är det glesbefolkat, med 8 invånare per kvadratkilometer. Närmaste större samhälle är Urique, 8,5 km öster om Mesa de Arturo. I omgivningarna runt Mesa de Arturo växer huvudsakligen savannskog.